# Mount Colonel Foster
Mount Colonel Foster är ett berg i Kanada.   Det ligger i provinsen British Columbia, i den sydvästra delen av landet, 3 700 km väster om huvudstaden Ottawa. Toppen på Mount Colonel Foster är 2 135 meter över havet, eller 858 meter över den omgivande terrängen. Bredden vid basen är 18,1 km.
Terrängen runt Mount Colonel Foster är huvudsakligen bergig.Trakten runt Mount Colonel Foster är nära nog obefolkad, med mindre än två invånare per kvadratkilometer.. Det finns inga samhällen i närheten.
I omgivningarna runt Mount Colonel Foster växer i huvudsak barrskog.